# Генерал-полковник НОАК
Запрос «Адмирал ВМС НОАК» перенаправляется сюда: в китайском языке нет различия между «генералом» и «адмиралом».
Генерал-полковник (адмирал; Shang Jiang) — высшее воинское звание в Китайской Народной Республике (КНР), в Народно-освободительной армии Китая (и вооружённой полиции). По состоянию на 2011 год, всего 191 человек удостоились этого звания. Считается, что кандидат на присвоение звания полного генерала должен четыре года пробыть генерал-лейтенантом и два года — главнокомандующим военного округа.
Система воинских званий была введена в НОАК в 1950-х. В 1955 году премьер Госсовета КНР Чжоу Эньлай издал указы о присвоении 55 офицерам звания генерал-полковников. В 1956 и 1958 годах соответственно, это звание получили Ван Цзяньань и Ли Цзюйкуй. В 1965 году в НОАК отменили систему воинских званий, а в 1988 году — восстановили. Тогда же звание генерал-полковника присвоили Хун Сюэчжи и ещё 16 офицерам. После чего к 2010 году Центрвоенсовет Китая 15 раз устраивал церемонии по присвоению офицерам воинского звания генерал-полковника, всего 129 высокопоставленных офицеров НОАК и Народной вооружённой милиции Китая были произведены в него: в общем количестве к тому времени составив всего 185 человек, его удостоенных. При Си Цзиньпине (с 2012 г.), по состоянию на сентябрь 2021 года, звание генерал-полковника получили 58 человек.
Прецедент
- Хун Сюэчжи стал единственным, дважды получившим воинское звание генерал-полковника[6].

## Присвоения
См. List of generals of China в английском разделе

### Си Цзиньпином
- 2012, 23 ноября — командующий Ракетными войсками НОАК Вэй Фэнхэ[8].
- 2013, 31 июля — Wu Changde[англ.], Wang Hongyao[англ.], Sun Sijing[англ.], Liu Fulian[англ.], Cai Yingting[англ.], Xu Fenlin[англ.].
- 2014, 11 июля — Qi Jianguo[англ.], Wang Jiaocheng[англ.], Chu Yimin[англ.], Wei Liang[англ.].
- 2015, 31 июля — Wang Guanzhong[англ.], Yin Fanglong[англ.], Мяо Хуа (адмирал ), Zhang Shibo[англ.], Song Puxuan[англ.], Liu Yuejun[англ.], Zhao Zongqi[англ.], Zheng Weiping[англ.], Ли Цзочэн, Ван Нин ().
- 2016, июль — Zhu Fuxi[англ.], И Сяогуан ()[9].
- 2017, 28 июля — Хань Вэйго, Liu Lei[англ.], Yu Zhongfu[англ.] (), Wang Jiasheng[англ.], Гао Цзинь[10].
- 2017, 2 ноября — Чжан Шэнминь.
- 2019, 31 июля[1] — начальник Управления развития вооружений и военной техники ЦВС Ли Шанфу, командующий Южной зоной боевого командования НОАК Юань Юйбай (адмирал ), политкомиссар Западной зоны боевого командования НОАК У Шэчжоу, политкомиссар Северной зоны боевого командования НОАК Фань Сяоцзюнь, политкомиссар Центральной зоны боевого командования НОАК Чжу Шэнлин, командующий ВМС НОАК Шэнь Цзиньлун (адмирал ), политкомиссар ВМС НОАК Цинь Шэнсян (адмирал ), командующий ВВС НОАК Дин Лайхан (), ректор Академии национальной обороны НОАК Чжэн Хэ и политкомиссар вооруженной полиции Ань Чжаоцин ()[11].
- 2019, 12 декабря — Хэ Вэйдун, He Ping (general)[англ.], Wang Jianwu[англ.], Ли Цяомин, Чжоу Янин, Li Fengbiao[англ.], Yang Xuejun[англ.][12].
- 2020, 29 июля — политкомиссар Ракетных войск Сюй Чжунбо[13].
- 2020, 18 декабря — политкомиссар Управления логистической поддержки ЦВС Го Пусяо, командующий Западной зоной боевого командования НОАК Чжан Сюйдун, политкомиссар Сил стратегической поддержки НОАК Ли Вэй и командующий Народной вооруженной полицией Китая Ван Чуньнин ()[14].
- 2021, 5 июля — командующий Южной зоной боевого командования НОАК Ван Сюбинь, командующий Западной зоной боевого командования НОАК Сюй Цилин, командующий Сухопутными войсками НОАК Лю Чжэньли и командующий Войсками стратегической поддержки НОАК Цзю Цяньшэн[15].
- 2021, 6 сентября — командующий Западной зоной боевого командования Народно-освободительной армии Китая (НОАК) Ван Хайцзян, командующий Центральной зоной боевого командования НОАК Линь Сянъян, главнокомандующий ВМС НОАК Дун Цзюнь (адмирал ), главнокомандующий ВВС НОАК Чан Динцю () и ректор Университета национальной обороны НОАК Сюй Сюэцян[16].
- 2022, 21 января[17] — Liu Qingsong[англ.], Wu Yanan (general)[англ.], Xu Deqing[англ.], Qin Shutong[англ.], Yuan Huazhi[англ.] (адмирал ), Li Yuchao[англ.], Zhang Hongbing[англ.] ().
- 2022, 8 сентября — Wang Qiang (general)[англ.] ()[18]
- 2023, 18 января - Huang Ming (military officer)[англ.]
- 2023, 28 июня - Zheng Xuan (general)[англ.], Ling Huanxin[англ.]
- 2023, 31 июля - Wang Houbin[англ.], Xu Xisheng[англ.]
- 2023, 25 декабря - Wang Wenquan[англ.], Ху Чжунмин[англ.] (адмирал )